# Dichochroma muralis
Dichochroma muralis är en fjärilsart som beskrevs av Forbes 1944. Dichochroma muralis ingår i släktet Dichochroma och familjen Crambidae. Inga underarter finns listade i Catalogue of Life.